# ルイーズ・フレシェット
ルイーズ・フレシェット（Louise Fréchette、1946年7月16日 - ）は、カナダの外交官、公務員である。初代国連副事務総長に就任して8年間務めた。また、オンタリオ州ウォータールーにある国際関係・政策シンクタンクである国際ガバナンス・イノベーションセンターに3年間在籍し、原子力と世界の安全保障に関する大規模な研究プロジェクトに従事した。

## 若年期と教育
モントリオールで1946年に生まれた。1970年にモントリオール大学で歴史学の学位を取得し、1978年に欧州大学院大学を卒業してCertificate of Advanced European Studies（修士号に相当）を取得した。

## キャリア

### 外交官としてのキャリア
1971年にカナダ外務省に入省した。在アテネカナダ大使館に赴任した後、1978年にジュネーブのカナダ国連代表部に赴任した。
1985年、39歳で駐アルゼンチンカナダ大使に任命された。1989年には、湾岸戦争を支持するようフィデル・カストロに働きかけるため、キューバへの極秘ミッションに派遣された。これは失敗に終わったが、その努力はオタワの外務省に感銘を与え、1992年にはカナダ国連大使に任命された。
1995年、外務を離れて財務省次官補となった。その後、女性初の国防次官に昇進した。

### 国連副事務総長
1997年、コフィー・アナン国連事務総長は、それまで事務総長が担当していた多くの管理責任を処理するために、副事務総長の地位を創設することを決定した。フレシェットはこの役職を要請されて受諾した。在任中は、国連での数々の改革を監督する責任を負った。1994年、アメリカ国務長官のマデレーン・オルブライトらと協力し、ジャン＝ベルトラン・アリスティド大統領が亡命から帰還した後のハイチでの平和維持活動を考案する上で重要な役割を果たした。
2005年、ポール・ボルカー前アメリカ連邦準備制度理事会議長よりイラク石油食糧交換計画の管理の失敗を批判され（国連汚職問題）、副事務総長の辞任を表明した。

## その後のキャリア
フレシェットは、グローバル・リーダーシップ財団のメンバーであり、マギル大学国際開発研究所(ISID)の国際諮問委員会の委員でもある。国際原子力機関(IAEA)の原子力課題に関する有識者委員会の委員であり、2008年4月に報告書を発表した。

## 賞と栄誉
1998年にカナダ勲章オフィサーを受勲した。